# PPFIBP1
PPFIBP1‏ (PPFIA binding protein 1) هوَ بروتين يُشَفر بواسطة جين PPFIBP1 في الإنسان.

## الوظيفة
البروتين المُشفّر بواسطة هذا الجين عضو في عائلة بروتين التفاعل مع بروتين تيروزين فوسفاتاز (ليبرين). تتفاعل الليبيرينات مع أعضاء عائلة LAR من بروتينات فوسفاتاز التيروزين عبر الغشاء، والمعروفة بأهميتها لتوجيه المحور العصبي ونمو الغدد الثديية. وقد اقتُرح أن الليبيرينات بروتينات متعددة التكافؤ تُشكّل هياكل معقدة وتعمل كسقالات لتجنيد وتثبيت عائلة LAR من فوسفاتاز التيروزين. وقد وُجد أن هذا البروتين يتفاعل مع S100A4، وهو بروتين رابط للكالسيوم مرتبط بغزو الورم وانتشاره. وقد أظهرت تجربة مخبرية أن هذا التفاعل يثبط فسفرة هذا البروتين بواسطة بروتين كيناز C وبروتين كيناز CK2. وقد أُبلغ عن متغيرات منقولة مُوصلة بشكل بديل تُشفّر أشكالًا متماثلة مميزة.

## التفاعل
لقد ثبت أن PPFIBP1 يتفاعل مع liprin-alpha-1.